# 視覚障害者等の読書環境の整備の推進に関する法律
視覚障害者等の読書環境の整備の推進に関する法律（しかくしょうがいしゃとうのどくしょかんきょうのせいびのすいしんにかんするほうりつ、令和元年6月28日法律第49号）は視覚障害や発達障害、上肢の障害などがある人の読書環境を整えることに関する日本の法律である。通称は読書バリアフリー法。
2019年6月21日成立、2019年6月28日公布・施行。

## 立法過程
障害のある児童及び生徒のための教科用特定図書等の普及の促進等に関する法律（教科書バリアフリー法）が公布・施行された2008年頃から、障害者の読書環境改善を目指し、読書バリアフリー法制定を求める動きが始まった。
2013年には障害を理由とする差別の解消の推進に関する法律（障害者差別解消法）が制定され、2008年発効の障害者の権利に関する条約（障害者権利条約）に、日本は2014年に批准した。
読書に関しては、2013年に採択された盲人、視覚障害者その他の印刷物の判読に障害のある者が発行された著作物を利用する機会を促進するためのマラケシュ条約により、2018年に著作権法が一部改正され、図書館での障害者サービス等の範囲が拡張された。
障害者当事者団体からの働きかけにより、2018年4月には国会議員による超党派の「障害児者の情報コミュニケーション推進に関する議員連盟」が設立され、読書バリアフリー法制定に議員立法で取り組んだ。
国民民主党の伊藤孝恵参議院議員が、議員立法として草案を提出し、成立させた。伊藤は、法案提出理由について、視覚障がいや発達障がい、読み書き障がいや肢体不自由の方々に、より良い読書環境を整備する取り組みを総合的かつ計画的に進めるため、と述べている。

## 施行後
2024年2月に実施された調査では、支援策などの計画を定める自治体は日本全国の25パーセントであることが判明した。同年7月の関係者協議会で、文部科学省の担当者は、自治体による「読書バリアフリー計画」策定の遅れに強い危機感をにじませたと報じられている。なお、本件について荒木望は「策定には自治体の教育部局と福祉部局が関わることから、部局間の調整に難航する地域が少なくない。当事者からは『縦割りの壁』を越えた早期の策定を求める声が上がる」と論じた。